# Međunarodna trgovinska komora
Međunarodna trgovinska komora (engl. International Chamber of Commerce, ICC; francuski: Chambre de commerce internationale) najveća i najreprezentativnija je poslovna organizacija na svetu. Njenih preko 45 miliona članova u preko 100 zemalja imaju interese u svim sektorima privatnih preduzeća.
Sadašnji predsednik organizacije je Ajajpal Sing Banga, a Džon V.H. Denton AO je sadašnji generalni sekretar.
ICC ima tri glavne aktivnosti: postavljanje pravila, rešavanje sporova i zagovaranje politike. Budući da su kompanije i udruženja koja su članovi i sami angažovani u međunarodnom poslovanju, ICC ima bez premca autoritet u donošenju pravila koja regulišu prekogranično poslovanje. Iako su ova pravila dobrovoljna, ona se svakodnevno poštuju u hiljadama transakcija i postala su deo međunarodne trgovine.
Svetska mreža nacionalnih odbora u preko 100 zemalja zagovara poslovne prioritete na nacionalnom i regionalnom nivou. Više od 3.000 stručnjaka iz kompanija članica ICC-a svoje znanje i iskustvo razvijaju u stvaranju stava ICC-a po određenim poslovnim pitanjima.
ICC podržava rad Ujedinjenih nacija, Svetske trgovinske organizacije i mnogih drugih međuvladinih tela, kako međunarodnih, tako i regionalnih, kao što je G20 u ime međunarodnog poslovanja. ICC je prva organizacija kojoj je dodeljen opšti konsultativni status pri Ekonomskom i socijalnom savetu Ujedinjenih nacija i UN-ov status posmatrača.

## Istorija
Međunarodna trgovinska komora je osnovana 1919. godine da služi svetskom poslovanju promovisanjem trgovine i investicija, otvorenim tržištima roba i usluga, i slobodnim protokom kapitala. Međunarodni sekretarijat organizacije osnovan je u Parizu, a Međunarodni arbitražni sud MKS-a 1923.
Prvi predsednik ICC-a bio je jedan of francuskih ministara finansija 20. veka Etjen Klemontel.

## Članstvo
Postoje dva načina da učlanjivanja u ICC:
- Kroz pripadnost ICC nacionalnom komitetu ili grupi.
- Direktnim članstvom u Međunarodnom sekretarijatu ICC-a kada nacionalni komitet/grupa još uvek nisu uspostavljeni u zemlji/teritoriji.

## Upravna tela

### Svetski savet
Vrhovno telo ICC-a je Svetski savet, koji se sastoji od predstavnika nacionalnih odbora. Svetski savet bira najviše službenike MKS-a, uključujući predsedavajućeg i zamenika predsednika, od kojih svaki služi dvogodišnji mandat. Predsedavajući, potpredsednik i počasni predsedavajući (neposredni prošli predsedavajući) pružaju organizaciji vođstvo na visokom nivou.

### Izvršni odbor
Strateške smernice za ICC daje njegov izvršni odbor, koji se sastoji od do 30 poslovnih lidera i drugih članova. Bira ga Svetski savet na preporuku predsedavajućeg. Sastajući se tri puta godišnje, Izvršni odbor nadgleda uspostavljanje strateških prioriteta MKS-a i sprovođenje njegovih politika.

### Međunarodni sekretarijat
Međunarodni sekretarijat ICC-a, sa sedištem u Parizu, operativni je deo ICC-a. On razvija i sprovodi program rada ICC-a, uklapajući poslovne poglede u međuvladine organizacije o pitanjima koja direktno utiču na poslovanje. Međunarodni sekretarijat predvodi generalni sekretar, kojeg imenuje Svetski savet.

### Nacionalni komiteti
U 92 države širom sveta, članice su uspostavile formalne ICC strukture koje se nazivaju nacionalnim komitetima. U zemljama u kojima ne postoji nacionalni komitet, kompanije i organizacije poput privrednih komora i profesionalnih udruženja mogu postati direktni članovi.

### Odbor za finansije
Odbor za finansije savetuje Izvršni odbor o svim finansijskim pitanjima. U ime izvršnog odbora priprema budžet i redovno izveštava odbor. On pregleda finansijske implikacije ICC aktivnosti i nadgleda tok prihoda i troškova organizacije.

## Usluge rešavanja sporova
Službe za rešavanje sporova kojima upravlja ICC pomažu u rešavanju poteškoća u međunarodnom poslovanju. ICC arbitraža je privatni postupak koji dovodi do obavezujuće i izvršne odluke.
Međunarodni arbitražni sud Međunarodne privredne komore upravlja ICC arbitražom i primio je preko 24.000 predmeta od njegovog osnivanja 1923. Tokom protekle decenije, opterećenje suda znatno se proširilo.

## Politika i poslovne prakse
Politike, pravila i standarde ICC-a pripremaju specijalizovana radna tela. Uobičajena procedura zahteva da izjave o politikama prvo usvoji komisija, uz konsultacije sa nacionalnim odborima, a zatim ih odobri izvršni odbor, pre nego što se mogu smatrati zvaničnim i javnim stavovima ICC-a.
Komisija ispituje glavna politička pitanja od interesa za svetsko poslovanje. Svaki nacionalni komitet (NC) ili grupa mogu imenovati delegate koji će ih predstavljati na sastancima. Službenike imenuje predsedavajući i generalni sekretar uz konsultacije sa nacionalnim predstavnicima. Sastanci komisija se obično održavaju dva puta godišnje.
Radne grupe se formiraju u okviru različitih komisija na ograničeni period da bi preduzele određene projekte i podnosile izveštaje svojoj matičnoj komisiji. Neke radne grupe mogu uključivati predstavnike više od jedne komisije.

### Kodeks prakse oglašavanja i marketinške komunikacije
U septembru 2011. godine, Međunarodna privredna komora predstavila je nov revidirani i konsolidovani ICC kodeks prakse oglašavanja i marketinške komunikacije, zajedno sa namenskom veb lokacijom, www.codescentre.com, čija namena je da obučava profesionalce iz oblasti oglašavanja i marketinga širom sveta. Ovaj kodeks postavlja etičke standarde i smernice za preduzeća koja koriste današnje visoko promenljive tehnologije, alate i tehnike za plasiranje proizvoda i usluga. Svrha koda, koji je razvijena od strane stručnjaka iz svih industrijskih sektora i svih regiona sveta, je zaštita potrošača postavljanjem smernica za odgovoran marketing.
Kodeks je strukturiran u dva glavna odeljka - opšte odredbe i poglavlja. Sekcija opštih odredbi sadrži osnovne principe i druge sveobuhvatne koncepte koji se primenjuju na sav marketing u svim medijima. Poglavlja koda su detaljna i primenjuju se na određena marketinška područja, uključujući: unapređenje prodaje, sponzorstvo, direktni marketing, digitalne medije i zahteve za marketing okoline.

## Federacija svetskih komora
ICC je 1951. godine osnovao Svetsku federaciju komora (WCF), bivšu Međunarodnu kancelariju privrednih komora. WCF je jedinstveni globalni forum koji ujedinjuje svetsku mrežu od više od 12.000 privrednih komora. Cilj mu je da olakša razmenu najboljih praksi i razvoj novih globalnih proizvoda i usluga za komore, i da podstakne međunarodno partnerstvo između komora i drugih zainteresovanih strana kako bi se pomoglo lokalnom poslovanju da raste. WCF je nepolitičko, nevladino telo sa svojim članstvom koje se sastoji od lokalnih, regionalnih, nacionalnih, bilateralnih i transnacionalnih privrednih komora, kao i komora javnog i privatnog prava.

## Obuka i događaji
Organizovani širom sveta, ICC događaji se kreću od velikih tematskih konferencija do treninga za male grupe. Ovi manji kursevi omogućuju širenje ICC-ovog znanje o komercijalnoj arbitraži i mehanizmima za rešavanje sporova, kao i ICC-ove trgovinske alate, uključujući Inkoterms pravila, jedinstvene običaje i praksu za dokumentarni akreditiv (UCP) i međunarodne ugovore.
ICC Akademija je podružnica za obuku Međunarodne privredne komore i pruža usluge mrežne sertifikacije i profesionalnog razvoja kako bi se zadovoljile obrazovne potrebe banaka, korporacija i drugih organizacija na čelu međunarodne trgovine. Specijalizovane programe, e-kurseve i sertifikate osmislili su stručnjaci i praktičari Međunarodne privredne komore.

## ICC publikacije
ICC publikacije su izdavačka grana Međunarodne privredne komore koja pruža preduzećima osnovne resurse u tri široke kategorije: ICC pravila i smernice, praktični komentari i referentni radovi. Sadržaj publikacija ICC-a proizilazi iz rada komisija, institucija i pojedinačnih međunarodnih stručnjaka.
ICC objavljuje uglavnom za međunarodne advokate, arbitre, bankare, trgovce i studente pokrivajući teme kao što su međunarodno bankarstvo, reference i uslovi za međunarodnu trgovinu, pravo i arbitraža, falsifikovanje i prevare i modeli komercijalnih ugovora. Najpoznatije publikacije, Jedinstveni običaji i praksa za dokumentarne kredite i Inkoterms, prevedene su na više od 30 jezika.
ICC nudi svoje publikacije ne samo u tradicionalnom papirnom formatu, već i u elektronskom formatu, e-knjigama, na ICC prodavnicama.

## ICC službe za privredni kriminal
ICC službe za privredni kriminal (CCS) pružaju svetskoj poslovnoj zajednici centralizovano telo za borbu protiv kriminala. One se oslanjaju na resurse svojih članova u borbi protiv privrednog kriminala na mnogim frontovima.
Iz svoje baze u Londonu, koja se sastoji od tri različita biroa, CCS operiše sledeći dva osnovna principa: da sprečava komercijalni kriminal i da istražuje i pomaže u krivičnom gonjenju kriminalaca umešanih u komercijalni kriminal.
Specijalizovana odeljenja CCS su:
- Međunarodni pomorski biro[17]
- Biro za finansijske istrage
- Obaveštajni biro za falsifikovanje[18]
- [19]

## Istraživačka fondacija
ICC istraživačku fondaciju (ICCRF) je ICC osnovao 2010. godine radi sprovođenja nezavisnog istraživanja koje doprinosi javnom znanju, obrazovanju i debati o prednostima globalne trgovine i investicija. Istraživački projekti koje finansira ICCRF i koje sprovode vodeći međunarodni istraživači i organizacije doprinose sledećim ciljevima:
- Demonstriranje načina na koji zapošljavanje i rast proizilaze iz ekspanzije međunarodne trgovine i investicija
- Utvrđivanje stepena u kojem je multilateralni pristup koristan u tom cilju
- Dokumentovanje načina na koji protekcionizam deluje protiv javnog interesa erodirajući zapošljavanje, održivi rast i tržišnu ekonomiju
- Promovisanje dubljeg razumevanja od strane kreatora politike, medija i šire javnosti o prednostima globalne trgovine i investicija

ICC istraživačkom fondacijom upravlja odbor poverenika, među kojima su Čeri Nursalim i Gerard Vorms.

## Spoljašnje veze
- Zvanični veb-sajt
- Documents and clippings about  Međunarodna trgovinska komora u Novinskim arhivama 20. veka Nemačke nacionalne biblioteke ekonomije (ZBW)
- United Nations General Assembly, Session 71, Resolution 156, Observer status for the International Chamber of Commerce in the General Assembly
- „ICC Research Foundation”. Архивирано из оригинала 6. 7. 2010. г.
- „People”. ICC Research Foundation - ICCRF. Архивирано из оригинала 30. 10. 2021. г. Приступљено 01. 11. 2020.
- „ICC | International Chamber of Commerce”. ICC - International Chamber of Commerce. Архивирано из оригинала 13. 7. 2009. г.
- „BASIS”. Архивирано из оригинала 13. 7. 2009. г.